# گرت رابرتس
گرت رابرتس (انگلیسی: Gareth Roberts؛ زادهٔ ۶ فوریهٔ ۱۹۷۸) بازیکن فوتبال اهل ولز است که ۶۰۰ بازی در ۲۲ سال حرفه‌ای انجام داده‌است.
از باشگاه‌هایی که در آن بازی کرده‌است می‌توان به باشگاه فوتبال دونکستر راورز، باشگاه فوتبال دربی کانتی، باشگاه فوتبال ترانمره راورز، باشگاه فوتبال پانیونیوس، باشگاه فوتبال لیورپول، باشگاه فوتبال بری، باشگاه فوتبال ترانمره راورز، باشگاه فوتبال نوتس کانتی، باشگاه فوتبال چستر، باشگاه فوتبال استوک‌پورت کانتی، و تیم ملی فوتبال ولز اشاره کرد.
وی همچنین در تیم ملی فوتبال ولز بازی کرده‌است.